# Křížová cesta (Bohušov)
Křížová cesta v Bohušově na Osoblažsku v okrese Bruntál se nachází přibližně 800 metrů jihozápadně od obce, v lese na kopci.

## Historie
Křížovou cestu tvoří čtrnáct cihlových neomítaných výklenkových kapliček, které stojí oboustranně podél cesty.
Roku 2014 obec Bohušov křížovou cestu opravila. Je opraveno zdivo kapliček, niky mají novou fasádu, jsou bez obrázků. V areálu křížové cesty jsou vyřezány křoviny.

## Galerie

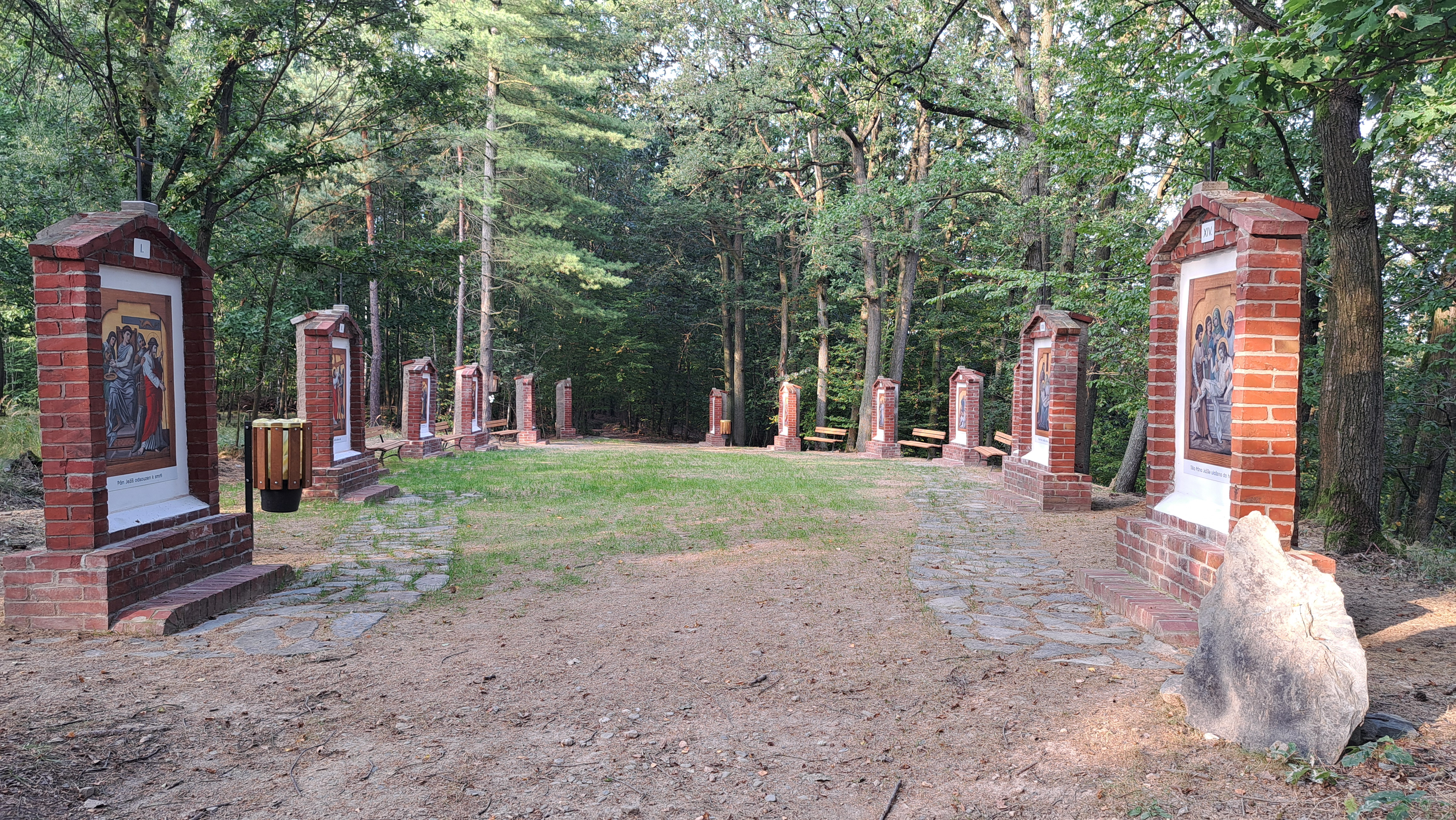
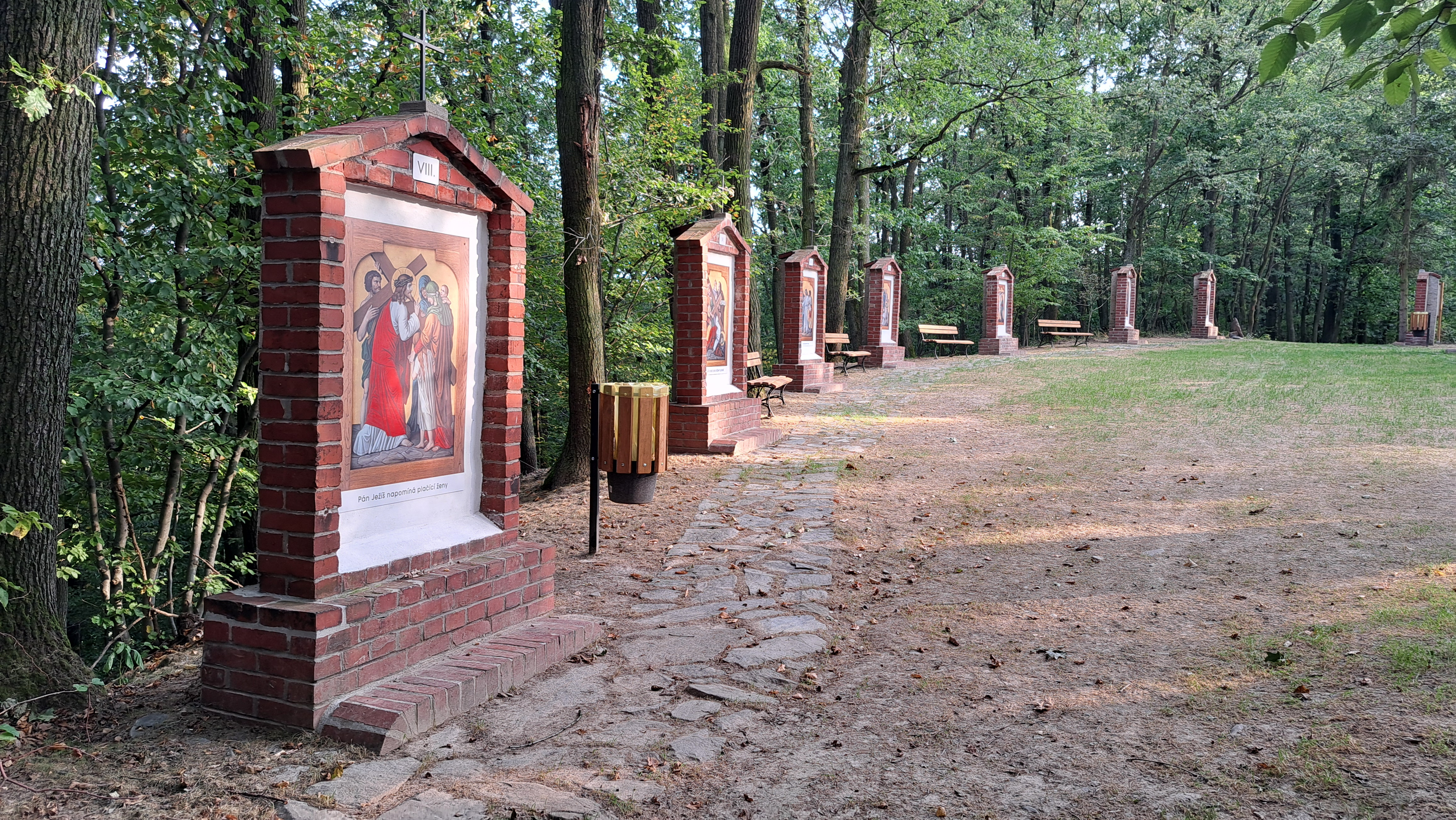
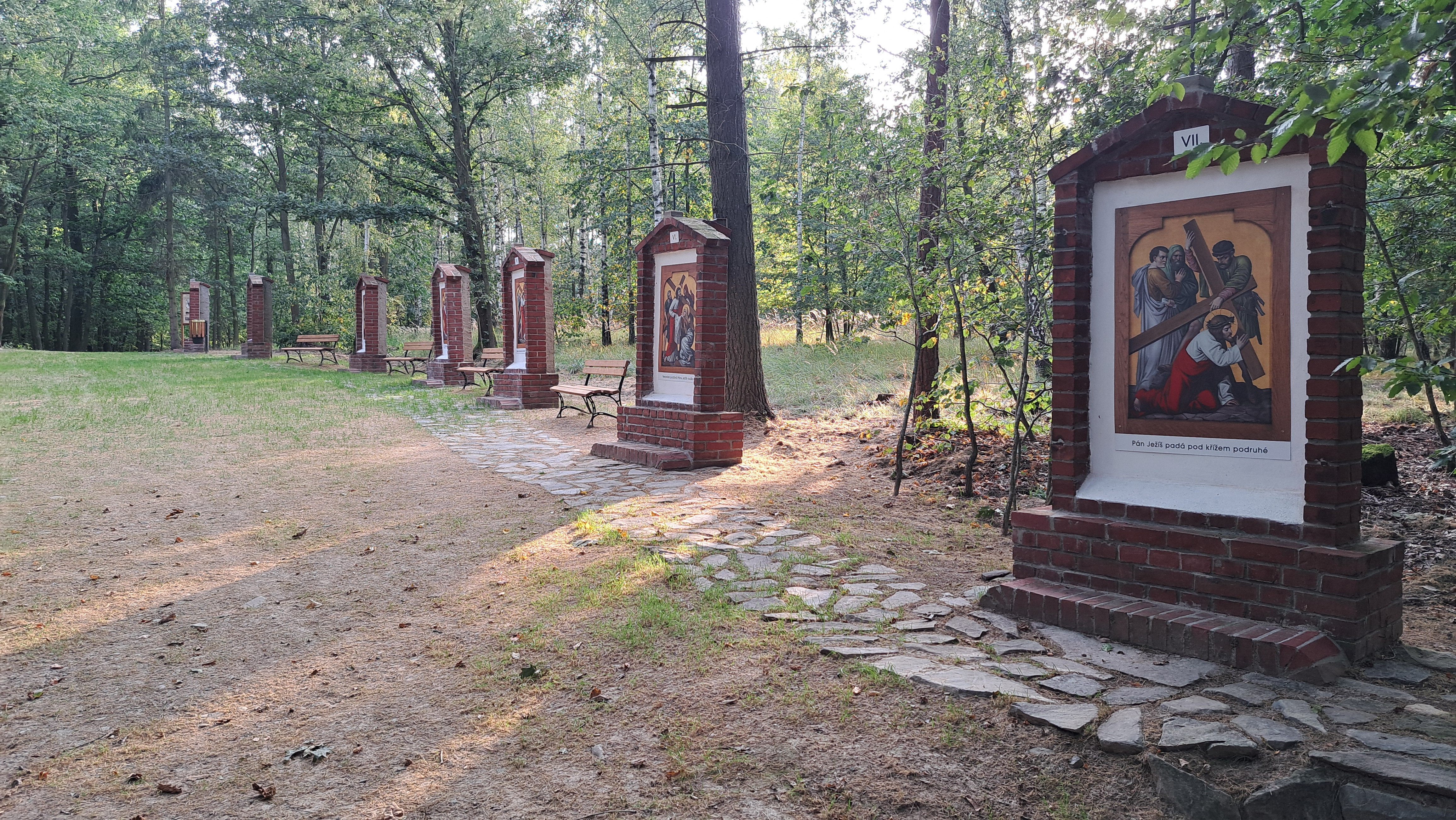
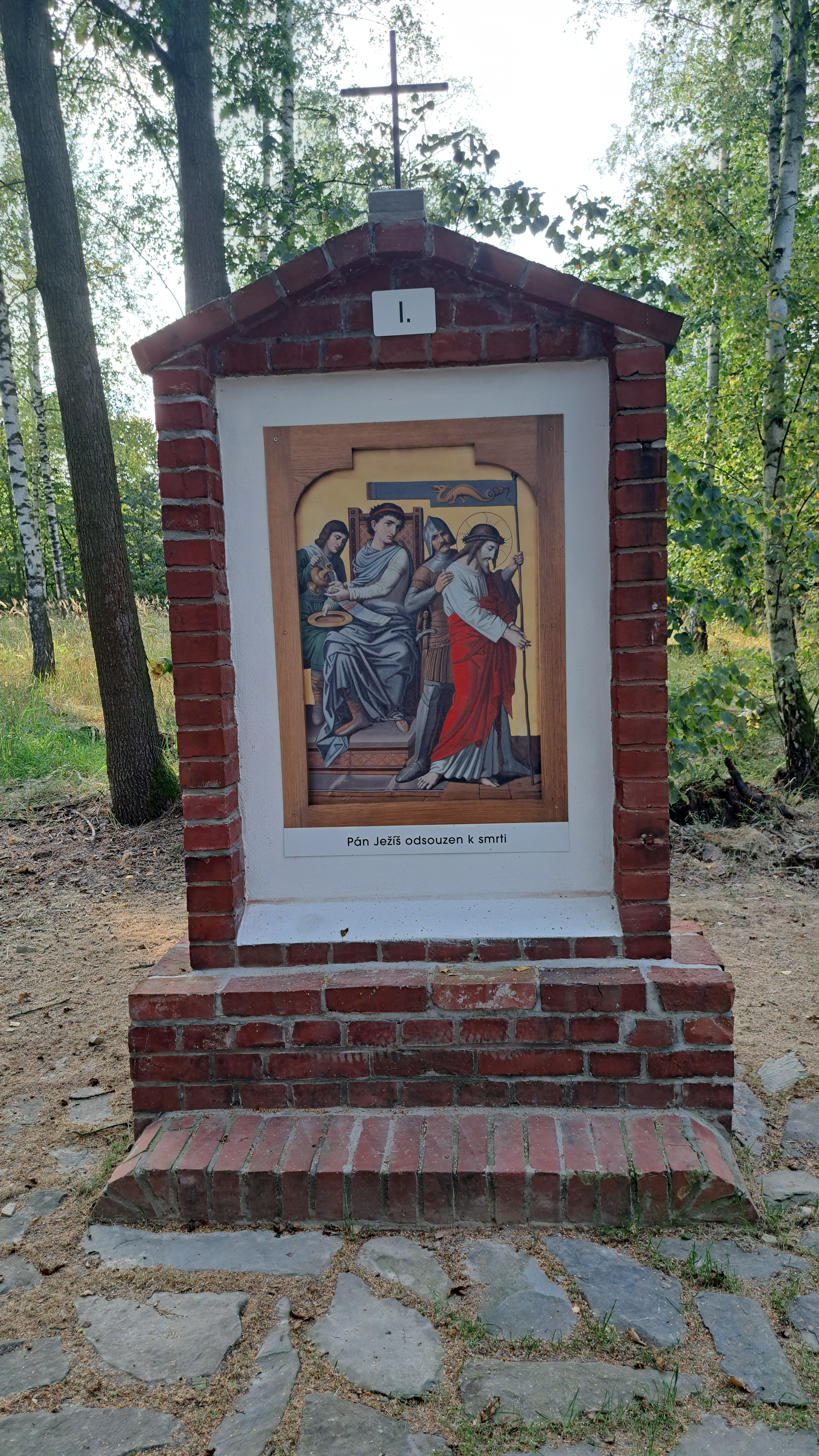
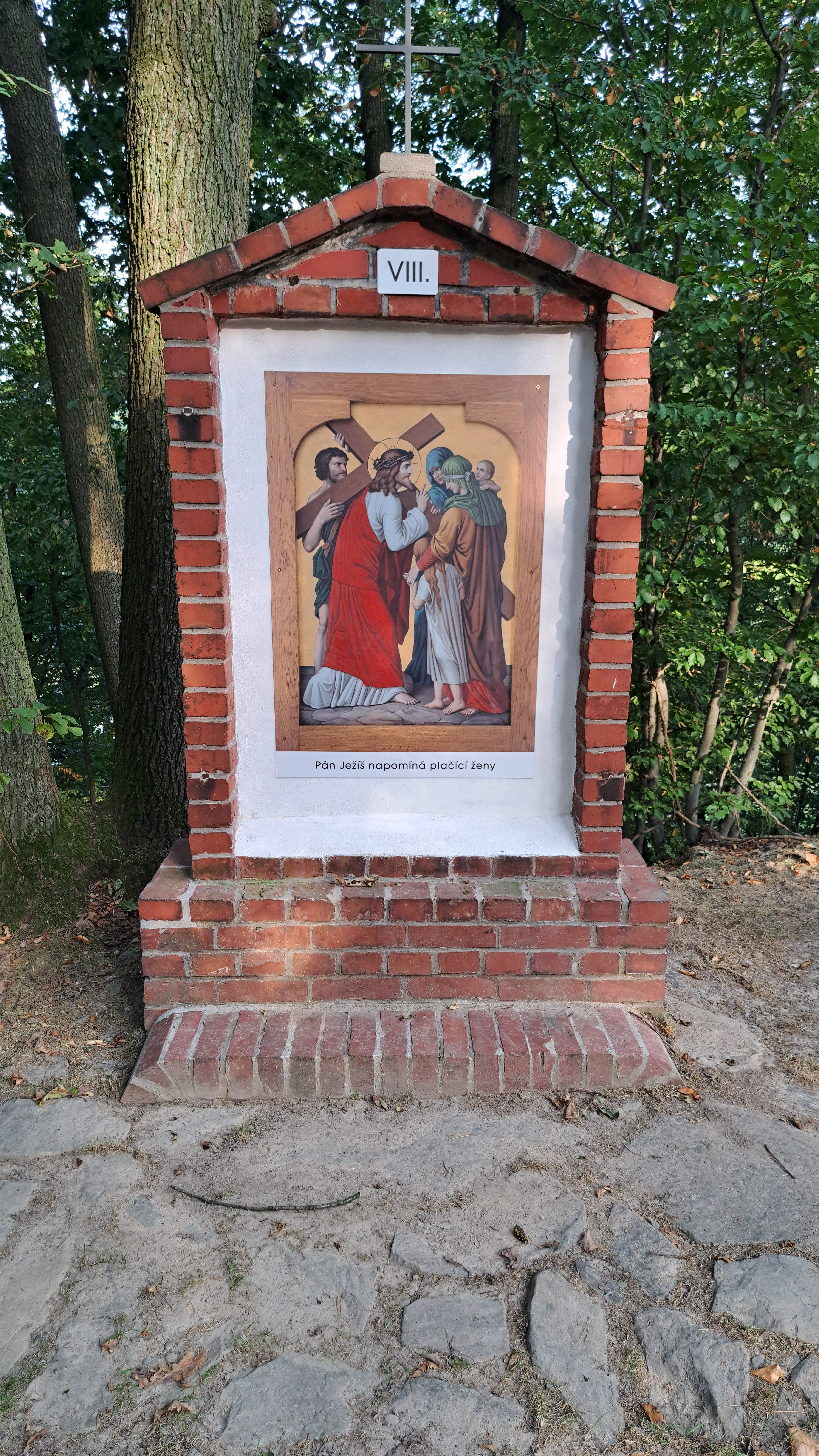
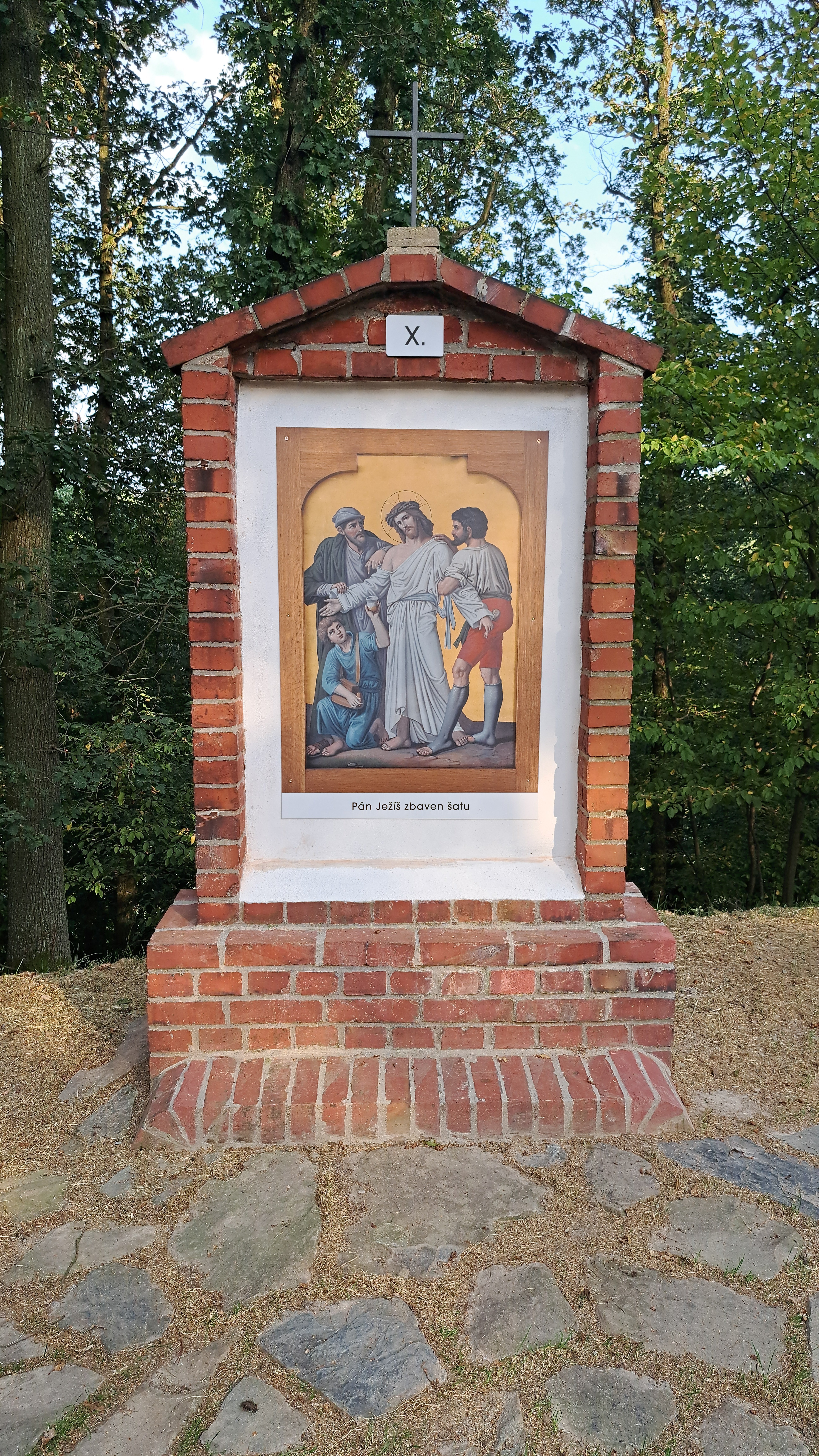
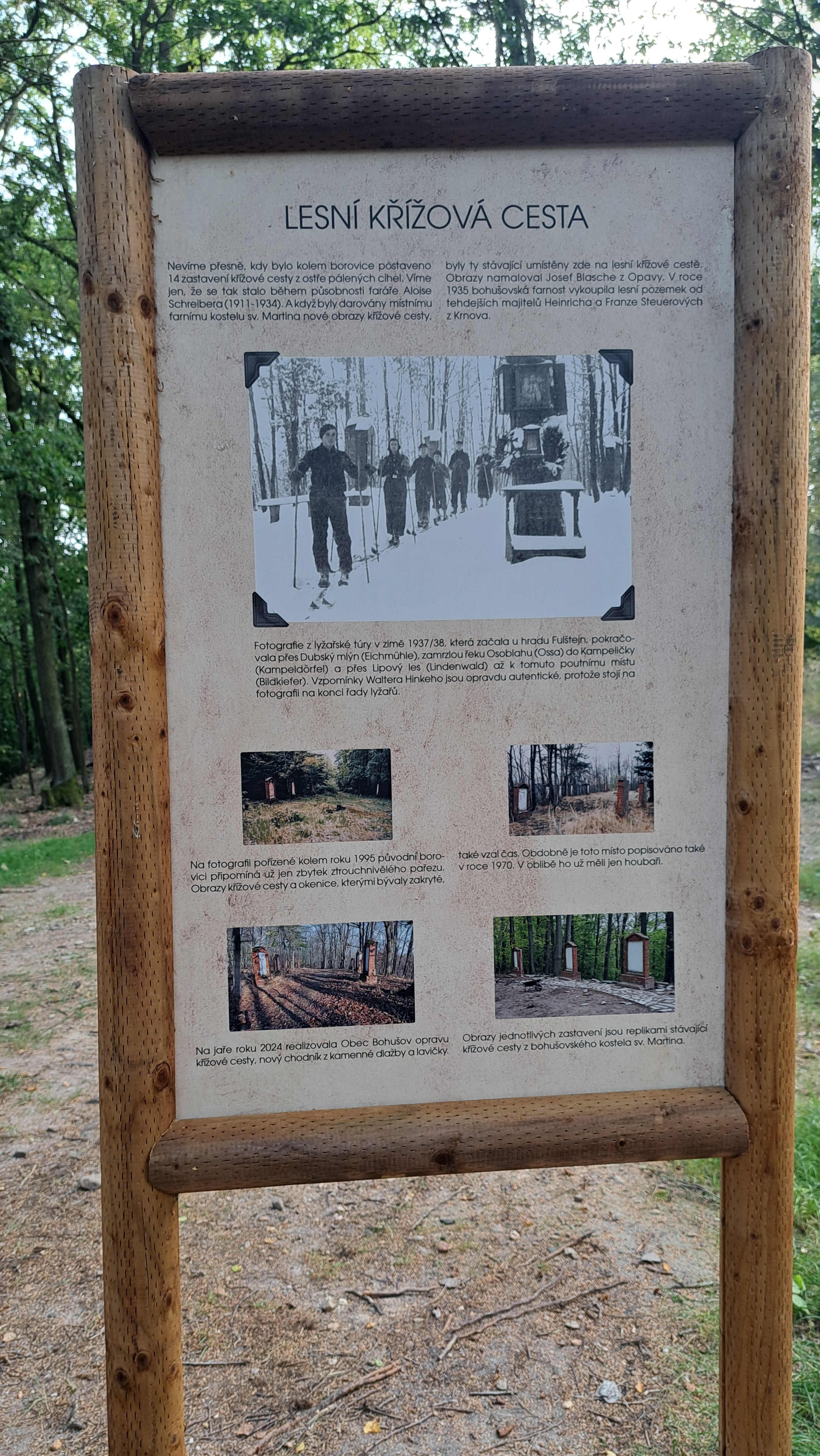
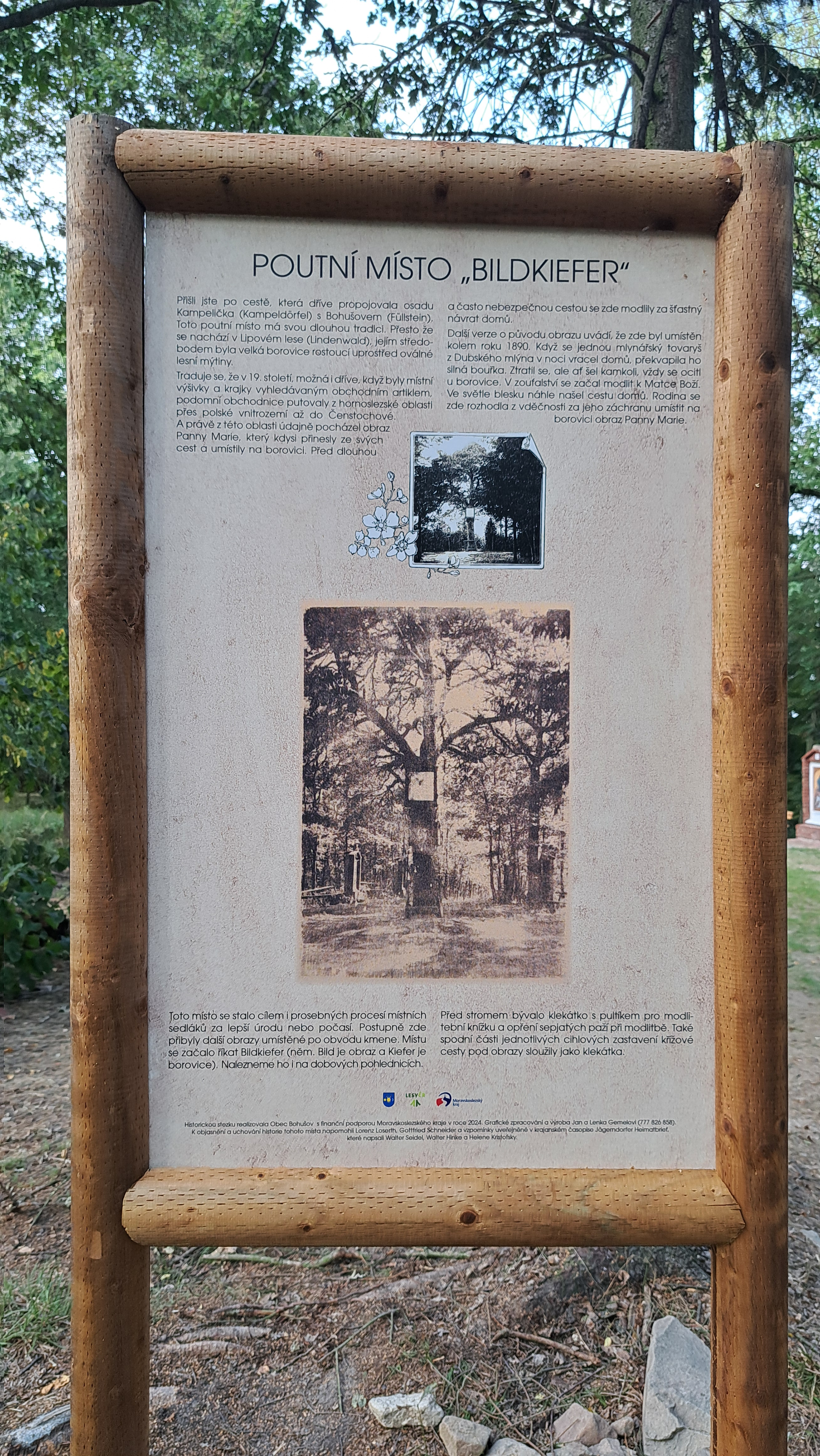